# Maria Pia Dal Canton
Maria Pia Dal Canton (Possagno, 18 settembre 1912 – Treviso, 1º agosto 2002) è stata una politica italiana.

## Biografia
Laureata in Lettere, è insegnante. È stata parlamentare con la Democrazia Cristiana per sei legislature, quattro alla Camera dei deputati (dal 1948 al 1968) e due al Senato (dal 1968 al 1976). È sottosegretario di Stato alla Sanità nei governi Rumor II e III, Colombo e Andreotti I. Membro dell'Assemblea parlamentare del Consiglio d'Europa, fu molto attiva per i diritti delle donne e lavoratori portatori di handicap.
Morì nel 2002 all'età di 90 anni.